# Nederlands landskampioenschap hockey 1931/32
Het landskampioenschap hockey in het seizoen 1931/32 werd bij de heren gewonnen door Amsterdam door als westelijke kampioen in de beslissende kampioenswedstrijd te winnen met 1-4 en 5-0 van de kampioen van het oosten PW. 

## Eindstanden heren
| # | Club        | GS | W  | G | V  | P  | DV      | DT      | DS  |
| - | ----------- | -- | -- | - | -- | -- | ------- | ------- | --- |
| 1 | Amsterdam   | 14 | 10 | 3 | 1  | 23 | 42 - 15 | 42 - 15 | +27 |
| 2 | HOC         | 14 | 8  | 3 | 3  | 19 | 19 - 17 | 19 - 17 | +2  |
| 3 | HDM         | 14 | 7  | 3 | 4  | 17 | 39 - 26 | 39 - 26 | +13 |
| 4 | HLC         | 14 | 8  | 0 | 6  | 16 | 32 - 26 | 32 - 26 | +6  |
| 5 | Hilversum   | 14 | 6  | 3 | 5  | 15 | 22 - 19 | 22 - 19 | +3  |
| 6 | Bloemendaal | 14 | 5  | 2 | 7  | 12 | 22 - 36 | 22 - 36 | -14 |
| 7 | TOGO        | 14 | 3  | 0 | 11 | 6  | 20 - 41 | 20 - 41 | -21 |
| 8 | MHC         | 14 | 1  | 2 | 11 | 4  | 17 - 34 | 17 - 34 | -17 |

| # | Club        | GS | W  | G | V | P  | DV      | DT      | DS  |
| - | ----------- | -- | -- | - | - | -- | ------- | ------- | --- |
| 1 | PW          | 12 | 10 | 2 | 0 | 22 | 70 - 11 | 70 - 11 | +59 |
| 2 | Deventer    | 11 | 8  | 2 | 1 | 18 | 48 - 9  | 48 - 9  | +39 |
| 3 | Arnhem      | 12 | 4  | 3 | 5 | 11 | 22 - 38 | 22 - 38 | -16 |
| 4 | Nijmegen    | 11 | 3  | 3 | 5 | 9  | 22 - 25 | 22 - 25 | -3  |
| 5 | Zutphen     | 12 | 3  | 3 | 6 | 9  | 17 - 25 | 17 - 25 | -8  |
| 6 | Hengelo     | 12 | 2  | 4 | 6 | 8  | 14 - 65 | 14 - 65 | -51 |
| 7 | Deventer II | 12 | 1  | 3 | 8 | 5  | 22 - 42 | 22 - 42 | -20 |

Nederlands landskampioenschap:

1897/98 ·
1898/99 ·
1899/00 ·
1900/01 ·
1901/02 ·
1902/03 ·
1903/04 ·
1904/05 ·
1905/06 ·
1906/07 ·
1907/08 ·
1908/09 ·
1909/10 ·
1910/11 ·
1911/12 ·
1912/13 ·
1913/14 ·
1914/15 ·
1915/16 ·
1916/17 ·
1917/18 ·
1918/19 ·
1919/20 ·
1920/21 ·
1921/22 ·
1922/23 ·
1923/24 ·
1924/25 ·
1925/26 ·
1926/27 ·
1927/28 ·
1928/29 ·
1929/30 ·
1930/31 ·
1931/32 ·
1932/33 ·
1933/34 ·
1934/35 ·
1935/36 ·
1936/37 ·
1937/38 ·
1938/39 ·
1939/40 ·
1940/41 ·
1941/42 ·
1942/43 ·
1943/44 ·
1944/45 ·
1945/46 ·
1946/47 ·
1947/48 ·
1948/49 ·
1949/50 ·
1950/51 ·
1951/52 ·
1952/53 ·
1953/54 ·
1954/55 ·
1955/56 ·
1956/57 ·
1957/58 ·
1958/59 ·
1959/60 ·
1960/61 ·
1961/62 ·
1962/63 ·
1963/64 ·
1964/65 ·
1965/66 ·
1966/67 ·
1967/68 ·
1968/69 ·
1969/70 ·
1970/71 ·
1971/72 ·
1972/73
Hoofdklasse heren:

1973/74 · 
1974/75 · 
1975/76 · 
1976/77 · 
1977/78 · 
1978/79 · 
1979/80 · 
1980/81 · 
1981/82 · 
1982/83 · 
1983/84 · 
1984/85 · 
1985/86 · 
1986/87 · 
1987/88 · 
1988/89 · 
1989/90 · 
1990/91 · 
1991/92 · 
1992/93 · 
1993/94 · 
1994/95 · 
1995/96 · 
1996/97 · 
1997/98 · 
1998/99 · 
1999/00 · 
2000/01 · 
2001/02 · 
2002/03 · 
2003/04 · 
2004/05 · 
2005/06 · 
2006/07 · 
2007/08 · 
2008/09 · 
2009/10 · 
2010/11 · 
2011/12 · 
2012/13 ·
2013/14 ·
2014/15 ·
2015/16 ·
2016/17 ·
2017/18 ·
2018/19 ·
2019/20 ·
2020/21 ·
2021/22 ·
2022/23 ·
2023/24 ·
2024/25 ·